# Kastell Purcăreni

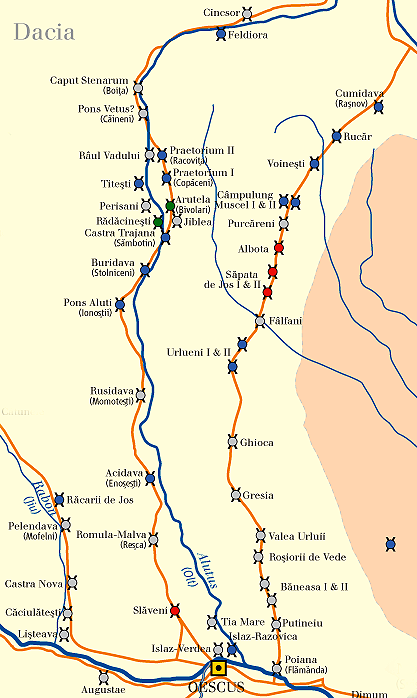
Kastell Purcăreni im Verlauf des Limes Transalutanus (rechts)

Das Kastell Purcăreni ist ein römisches Hilfstruppenkastell auf dem Gebiet des zur Gemeinde Micești gehörenden Dorfes Purcăreni im rumänischen Kreis Argeș in der Region Muntenien. In antiker Zeit war es ein Bestandteil des Dakischen Limes, konkret des Abschnittes Limes Transalutanus (Transalutanischer Limes; Limes jenseits des Olt). Administrativ gehörte es möglicherweise zur Provinz Dacia inferior und später zur Dacia Malvensis.

## Lage
Das heutige Bodendenkmal liegt am nordöstlichen Rand des Dorfes Purcăreni, wo es von einer Brücke des Drum național 73 überquert wird. Es befindet sich dort unmittelbar am westlichen Ufer des Flusses Râul Doamnei. Zum Teil wurde es durch die Hochwasser des Flusslaufs zerstört.
Archäologische Ausgrabungen fanden bis heute nicht statt.

## Archäologische Befunde
Es handelt sich um ein Holz-Erde-Lager, von dem jedoch nur noch Abschnitte der West- und der Südseite beobachtet werden konnten, wobei die Westseite mit rund 160 Metern Länge das längste erhaltene Stück darstellt. Es scheint sich um ein rechteckiges Kastell zu handeln, dessen Gesamtumfang nicht mehr ermittelt werden kann. Dort, wo seine Konturen noch erhalten waren, wurde ein abgeflachter, 24 Meter breiter und einen Meter hoher Wall identifiziert, vor dem ein 30 Meter breiter und einen Meter tiefer Graben verlief.
Weder über die Chronologie des Militärlagers noch über die dort dienenden Truppen ist etwas bekannt.

## Denkmalschutz
Die archäologische Stätte ist nach dem 2001 verabschiedeten Gesetz Nr. 422/2001 als historisches Denkmal unter Schutz gestellt. Das Gelände ist mit dem LMI-Code AG-I-s-A-13371 in der nationalen Liste der historischen Monumente (Lista Monumentelor Istorice) eingetragen. Der entsprechende RAN-Code lautet 17245.01. Zuständig ist das Ministerium für Kultur und nationales Erbe (Ministerul Culturii și Patrimoniului Național), insbesondere das Generaldirektorat für nationales Kulturerbe, die Abteilung für bildende Kunst sowie die Nationale Kommission für historische Denkmäler sowie weitere, dem Ministerium untergeordnete Institutionen. Ungenehmigte Ausgrabungen sowie die Ausfuhr von antiken Gegenständen sind in Rumänien verboten.